# Frank Ricotti
Frank Ricotti (* 31. Januar 1949 in London) ist ein britischer Vibraphonist und Perkussionist des Modern Jazz, der überwiegend als Studiomusiker tätig ist.

## Leben und Wirken
Ricotti war als Jugendlicher Mitglied des National Youth Jazz Orchestra und studierte von 1967 bis 1970 im Trinity College of Music. Bereits in dieser Zeit war er an Projekten und Aufnahmen von Neil Ardley (1968–71), Graham Collier und Mike Gibbs (1969–72) beteiligt und leitete mit Dave Gelly eine Combo. Er gründete dann ein eigenes Quartett und arbeitete zudem im Jazzbereich mit Stan Tracey (1970), Harry Beckett (1970–72), Norma Winstone (1971), Gordon Beck (1973–74) und Tony Coe (1978). Gemeinsam mit dem Bassisten Mike de Albuquerque legte er das Album First Wind vor. Außerdem war er im Studio an Produktionen von Rick Wakeman, Peter Frampton, Caravan, Savoy Brown,  Curved Air und zahlreichen Popmusikern beteiligt.
In den 1980er Jahren wirkte er mit John Taylor und Chris Laurence in der Band Paragonne; 1984 arbeitete er auch wieder mit Gordon Beck. Anschließend war er fast ausschließlich als Studiomusiker tätig. Ricotti wirkte an Einspielungen von Freddie Mercury/Montserrat Caballé (Barcelona), The Pet Shop Boys, Swing Out Sister, Belle and Sebastian, Clannad, Barclay James Harvest, Meat Loaf, Working Week, Tina Turner, Aztec Camera, Thomas Anders, Alphaville, Terence Trent D’Arby, Nena und Mark Knopfler mit. Zu hören ist er auch auf Chris Laurences Album Ken Wheeler: Some Gnu Ones (2021).

## Diskographische Hinweise
- Frank Ricotti Our Point of View (1968, mit Chris Spedding, Chris Laurence, Bryan Spring)
- Frank Ricotti Vibes (1981)
- Frank Ricotti & Paul Manning Directions...Percussive Themes (1983)
- Frank Ricotti & Gary Kettel Shapes in Percussion (1987)
- Guy Barker Quintet plus Frank Ricotti Holly J (2006)

## Lexigraphische Einträge
- Simon Adams, „Frank Ricotti“ in:  Barry Kernfeld (Hg.) New Grove Dictionary of Jazz 2002
- John Chilton, Who’s Who of British Jazz Continuum International Publishing Group 2004, ISBN 0-8264-7234-6